# Pilosella walteri-langii
Pilosella walteri-langii là một loài thực vật có hoa trong họ Cúc. Loài này được (Gottschl.) S.Bräut. & Greuter mô tả khoa học đầu tiên năm 2007.